# David Henríquez
Pour les articles homonymes, voir Henriquez.
David Andrés Henríquez Espinoza (né le 12 juillet 1977 à Santiago au Chili) est un joueur de football international chilien, qui évoluait au poste de défenseur.

## Biographie

### Carrière en sélection
Avec l'équipe du Chili, il dispute cinq matchs (pour aucun but inscrit) entre 2001 et 2003. Il figure notamment dans le groupe des sélectionnés lors de la Copa América de 2001.
Il participe également aux Jeux olympiques de 2000 organisés à Sydney. Il joue quatre matchs et atteint les demi-finales, en étant éliminé par le Cameroun.

## Palmarès

### Palmarès en club
| Colo-Colo - Championnat du Chili (8) : - Champion : 1996, 1997 (Clôture), 1998, 2002 (Clôture), 2006 (Ouverture), 2006 (Clôture), 2007 (Ouverture), 2007 (Clôture). - Coupe du Chili (1) : - Vainqueur : 1996. - Copa Sudamericana : - Finaliste : 2006. |  | Universidad Católica - Championnat du Chili (1) : - Champion : 2010. - Coupe du Chili (1) : - Vainqueur : 2011. |

### Palmarès en sélection
Chili olympique
- Jeux olympiques :
  - Médaille de bronze : 2000.